# Школкина, Надежда Васильевна
Наде́жда Васи́льевна Шко́лкина (род. 12 мая 1970, Саранск, Мордовская АССР, РСФСР, СССР) — российский политический и государственный деятель, депутат Государственной думы V, VI и VIII созыва от «Единой России», заместитель председателя комитета Госдумы по аграрным вопросам. Член Генерального совета партии «Единая Россия».
Из-за вторжения России на Украину, находится под международными санкциями Евросоюза, США, Великобритании и ряда других стран

## Биография
Родилась 12 мая 1970 года в Саранске. После окончания средней школы в 1987 году работала бухгалтером комбината по производству стройматериалов Мордпотребсоюза, затем поступила в Московский кооперативный институт Центросоюза СССР, который окончила в 1991 году по специальности «Экономика торговли». В 1992 году там же прошла профессиональную переподготовку по специальности «Экономика потребительской кооперации». В 1998 году окончила Московскую школу экономики.
С 1992 по 1998 год работала в коммерческих организациях (экономика, финансы).
С 1998 по 2002 год была генеральным директором многопрофильного завода по углубленной переработке сельскохозяйственной продукции и сырья.
С 2003 по 2011 год — исполнительный директор Совета по вопросам развития табачной промышленности, созданного в России аффилированными компаниями от «Джапан Тобакко» и «Филипп Моррис».
С 2006 по 2010 год — председатель Общественного совета при Министерстве сельского хозяйства Российской Федерации.
Член партии «Единая Россия» с 2007 года.
В 2010—2011 годах была членом Общественной палаты Российской Федерации. Выбыла из состава Общественной палаты РФ в связи с получением мандата депутата Государственной Думы.
С 23 марта 2011 года по 4 декабря 2011 года депутат Государственной думы Федерального Собрания Российской Федерации V созыва от Рязанской области, член фракции «Единая Россия», член комитета ГД по аграрным вопросам.
С 4 декабря 2011 по 5 октября 2016 года депутат Государственной думы Федерального Собрания Российской Федерации VI созыва от Республики Мордовия, член фракции «Единая Россия», заместитель председателя комитета ГД по аграрным вопросам.
3 марта 2021 года была назначена Уполномоченным представителем губернатора Тульской области по взаимодействию с представительными органами муниципальных образований Тульской области.
Кандидат экономических наук (тема — «Уровень жизни населения Российской Федерации: экономическая оценка межрегиональной дифференциации»).

## Общественная деятельность
Общественно-политическую деятельность начала в 2006 году, возглавив Общественный совет при Министерстве сельского хозяйства Российской Федерации, который занимался вопросами, относящимися к сфере деятельности министерства, экспертизой общественных и законодательных инициатив, вырабатывал рекомендации и предложения по решению проблем.
В 2010 году Школкина была избрана членом Общественной палаты Российской Федерации третьего состава, где продолжила активно отстаивать интересы агропромышленного комплекса и сельских жителей. При её участии была разработана и реализована на федеральном уровне в 46 регионах России программа «Школьное молоко», получили поддержку программы по социальному развития села и социальному питанию. Также поднимала вопросы, связанные с экологией и загрязнением окружающей среды, устранением избыточных административных барьеров в сфере АПК.
При непосредственном участии Школкиной были сохранены уникальные коллекции генетических растений в Российской Федерации. По её инициативе была дана телеграмма от Общественной палаты РФ на имя Президента Российской Федерации Д. А. Медведева с просьбой остановить продажу участков под строительство коттеджного посёлка, на которых была расположена коллекция генетических растений Павловской опытной станции ВИР, созданная Н. И. Вавиловым. В дальнейшем при её участии был разработан проект Федерального закона «О генетических ресурсах растений для производства сельскохозяйственной продукции», а также благодаря её содействию удалось остановить изъятие у Всероссийского НИИ картофельного хозяйства имени А. Г. Лорха земельных участков, относящихся к категории особо ценных продуктивных сельхозугодий и остановить застройку опытных полей Тимирязевской академии.
Выступала за введение запрета на использование спецсигналов на автомобилях чиновников.

## Законотворческая деятельность
С 2011 по 2016 год, в течение исполнения полномочий депутата Государственной Думы V и VI созывов, Школкина была автором и инициатором 67 законопроектов, из которых более 50 были приняты, в том числе законопроекты, разработанные после вступления России во Всемирную торговую организацию, позволяющие снизить налоговую и административную нагрузку отечественным предприятиям (нулевая ставка налога на прибыль, льготный НДС, освобождение от НДФЛ грантов фермеров и другие).
Наряду с этим, Школкина была автором около 700 поправок к федеральным законам, в том числе «Об образовании в Российской Федерации» (введен запрет на ликвидацию учреждений образования без учёта мнения схода жителей, установлены льготы по оплате жилья и коммунальных услуг для сельских учителей), «О воинской службе и воинской обязанности» (установлена отсрочка от призыва на воинскую службу учащимся учреждений среднего профессионального образования), «О сельхозстраховании» (снижен порог гибели урожая, при котором наступают страховые выплаты, создано единое общероссийское объединение страховщиков в области агрострахования), «О банкротстве» (повышен размер задолженности и увеличен срок, при котором сельхозпредприятие может быть признано банкротом), «О финансовом оздоровлении» (введена возможность повторного финансового оздоровления для сельхозпредприятий), «Об исполнительном производстве» (увеличена до 10 тыс. рублей сумма ограничительного порога на выезд должника за пределы России, электронный банк данных Федеральной службы судебных приставов дополнен уточняющим параметром должника (местом рождения), исключающим вероятность ошибки с двойниками), «О саморегулируемых организациях в сфере финансового рынка» (введена отсрочка для сельскохозяйственных кредитных потребительских кооперативов в качестве обязательного членства в СРО), «Об основах государственного регулирования торговой деятельности в РФ» (сокращены сроки оплаты за поставленную продукцию в торговые сети, снижен размер вознаграждения для торговых сетей, запрещены любые дополнительные поборы с поставщиков продукции), «О государственном регулировании в области генно-инженерной деятельности» (введен запрет на ввоз семян ГМО и введён контроль на границе за ГМО-продукцией), «О страховых пенсиях» (установлена фиксированная доплата к пенсии сельским труженикам), «О всероссийской сельскохозяйственной переписи» (введена микроперепись не реже чем раз в пять лет).
При прямом содействии Школкиной был разработан закон о производстве органической продукции, позволяющий отечественным сельхозпроизводителям производить экологическую продукцию в соответствии с международными стандартами и поставлять её, в том числе на рынки Евросоюза. В закон «О ветеринарии» была введена норма об электронной ветеринарной сертификации, позволяющая проследить товар «от поля до прилавка», что позволило упростить производителям документооборот и убрать с полок фальсифицированную продукцию; внесены изменения в Приказ Минтранса РФ об освобождении от установки тахографов на автомобили сельхозпроизводителей, что позволило снизить финансовые затраты для сельхозпроизводителей и без задержек провести сезонные полевые работы.
Школкина выступила против принятия законопроекта о переходе от деления земель на категории к территориальному зонированию. Наряду с этим, Школкиной была проведена объёмная работа по вовлечению в хозяйственный оборот неиспользуемых земель сельскохозяйственного назначения. В результате чего, земли сельскохозяйственного назначения по-прежнему находятся под защитой государства, а органы местного самоуправления получили дополнительные инструменты для более эффективного её использования. Для стимулирования использования земель сельхозначения введена повышенная ставка земельного налога, а земельный участок, предназначенный для сельскохозяйственного производства, не используется по назначению, его могут изъять у собственника.
Также среди важных инициатив Школкиной борьба против пала травы в России (неоднократно предлагала увеличение штрафов, а также законопроект о полном запрете неконтролируемого выжигания), законопроект о госрегулировании цен на продукты питания (принят в 2020 году), законопроект о сокращении проверок органов местного самоуправления.
Школкина являлась инициатором таких парламентских слушаний, как «Ратификация Протокола о присоединения РФ к ВТО», «О законодательном обеспечении повышения конкурентоспособности российской сельскохозяйственной продукции», «О реализации Федерального закона «Об основах государственного регулирования торговой деятельности в Российской Федерации», «Законодательное обеспечение сельскохозяйственного страхования с государственной поддержкой», «О качестве продуктов питания и эффективности государственного контроля за их безопасностью», «Актуальные вопросы образования и подготовки кадров для АПК: проблемы, тенденции, перспективы», «Совершенствование механизмов реализации Государственной программы развития сельского хозяйства и регулирования рынков сельскохозяйственной продукции, сырья и продовольствия на 2013-2020 годы», «Финансовое состояние сельхозтоваропроизводителей: проблемы и пути их решения».
Выступала за запрет на владение чиновниками имуществом за рубежом и счетами в иностранных банках.
В 2014 году Школкина заняла 4-е место в «Рейтинге законотворцев» Государственной Думы Российской Федерации по версии ИСЭПИ, который отметил её законопроекты «О праве регионов перенести срок перевода сельхозрынков в капитальные строения, истекавший 1 января 2015 г.» и «О противодействии обороту и контрабанде нелегального алкоголя и табака», а также вошла в «Рейтинг законотворцев первого полугодия 2015 года».
Наряду с основной деятельностью депутата, Школкина продолжала вести общественную деятельность и была заместителем Председателя Общероссийского общественного объединения «Профессиональный союз работников агропромышленного комплекса Российской Федерации», членом Президиума Центрального совета Агропромышленного союза России, заместителем председателя Комиссии по агропромышленному комплексу Российского союза промышленников и предпринимателей, членом Центрального Совета и постоянно действующего Комитета по оперативным вопросам при Председателе Всероссийского совета местного самоуправления.

## Семья
Замужем, имеет дочь. Муж — Эдуард Воронцов, исполнительный директор Совета по вопросам развития табачной промышленности.

## Собственность и доходы
Согласно поданной декларации, доход Школкиной вместе с супругом за 2011 год составил более 16 млн рублей. Супругам принадлежит земельный участок 4,4 тыс. квадратных метров, 3 квартиры, дачный дом и легковой автомобиль.

## Санкции
23 февраля 2022 года включена в санкционный список Евросоюза, так как «поддерживала и проводила действия и политику, которые подрывают территориальную целостность, суверенитет и независимость Украины, которые еще больше дестабилизируют Украину».
24 февраля 2022 года, включена в санкционный список Канады «близких соратников режима» за голосование о признании независимости «так называемых республик в Донецке и Луганске».
24 марта 2022 года, на фоне вторжения России на Украину, включена в санкционный список США за «соучастие в войне Путина» и «поддержку усилий Кремля по вторжению в Украину», Госдеп США заявил что депутаты Госдумы используют свои полномочия для преследования инакомыслящих и политических оппонентов, нарушают свободу информации, ограничивают права человека и основные свободы граждан России.
Позднее, по аналогичным основаниям, включена в санкционные списки Великобритании, Швейцарии, Австралии, Украины, Японии и Новой Зеландии.

## Критика

### Обвинения в табачном лоббизме
С 2003 по 2011 год Н. В. Школкина была директором Совета по вопросам развития табачной промышленности — одной из самых влиятельных лоббистских организаций по версии некоторых СМИ, объединяющей «Джапан Тобакко», «Филипп Моррис» и Балтийскую табачную фабрику, и выступающей за низкие ставки акциза на дорогие табачные изделия (так называемый специфический акциз). По мнению главного государственного санитарного врача России, главы Роспотребнадзора Геннадия Онищенко, на тот момент Н. В. Школкина являлась главным представителем американского табачного капитала в России.
Первый замруководителя фракции «Единая Россия» в Госдуме Николай Булаев так высказался по этому вопросу: «Объективных и субъективных доказательств того, что Надежда Школкина использует мандат депутата Госдумы для лоббирования интересов табачной промышленности, нет». Аналогичной позиции придерживается главный редактор Lobbying.ru Павел Толстых: «Депутат Надежда Школкина, конечно, связана с табачным лобби, но никаких плюсов для производителей сигарет от её попадания в Госдуму нет. С момента её избрания депутатом она не внесла ни одной поправки, лоббирующей интересы табака».
8 октября 2012 года в комиссию Госдумы по депутатской этике и в ФСБ членом Общественной палаты Денисом Дворниковым при поддержке Сергея Маркова и Максим Мищенко был направлен запрос о проверке деятельности Надежды Школкиной, а также депутатов Геннадия Кулика и Сергея Штогрина, на предмет лоббирования деловых интересов крупных международных компаний табачной индустрии. Однако конкретных обвинений против Школкиной не выдвигалось.
В период работы в Госдуме Школкина ни разу не была замечена в попытках лоббирования интересов табачных компаний. Более того, в феврале 2013 года она проголосовала за Федеральный закон от 23.02.2013 № 15-ФЗ «Об охране здоровья граждан от воздействия окружающего табачного дыма и последствий потребления табака», а в мае 2014 года в составе группы депутатов внесла на рассмотрение законопроект, усиливающий санкции за контрабанду, производство и реализацию контрафактной алкогольной и табачной продукции.

### Плагиат в диссертации
По информации сообщества Диссернет диссертация Н. В. Школкиной на соискание степени кандидата экономических наук содержит плагиат.

## Награды
- Почётная грамота Министерства сельского хозяйства Российской Федерации
- Почётная грамота Российского союза промышленников и предпринимателей
- Золотая медаль «За вклад в развитие агропромышленного комплекса России» (2013)[80]
- Благодарность Президента Российской Федерации «За достигнутые трудовые успехи, значительный вклад в социально-экономическое развитие Российской Федерации, заслуги в гуманитарной сфере, укреплении законности и правопорядка, активную законотворческую и общественную деятельность, многолетнюю добросовестную работу» (2014)[81]
- Благодарность Президента Российской Федерации «За заслуги в государственном строительстве, развитии бюджетного и налогового законодательства и активную общественно-политическую деятельность» (2015)[82]
- Почётная грамота Государственной Думы Федерального Собрания Российской Федерации
- Почётный знак Государственной Думы Федерального Собрания Российской Федерации «За заслуги в развитии Парламентаризма»
- Звание «Почётный работник агропромышленного комплекса России»
- Медаль «МПА СНГ. 25 лет» (27 марта 2017 года, Межпарламентская ассамблея СНГ) — за заслуги в деле развития и укрепления парламентаризма, за вклад в развитие и совершенствование правовых основ функционирования Содружества Независимых Государств, укрепление международных связей и межпарламентского сотрудничества[83]